# 190. pr. n. št.
190. pr. n. št. je prvo desetletje v 2. stoletju pr. n. št. med letoma 199 pr. n. št. in 190 pr. n. št.. 